# Рудольф Конрад
Рудольф Конрад (нім. Rudolf Konrad; нар. 7 березня 1891, Кульмбах, Баварське королівство — пом. 10 червня 1964, Мюнхен, ФРН) — німецький воєначальник часів Третього Рейху, генерал гірсько-піхотних військ (1942) Вермахту. Кавалер Лицарського хреста Залізного хреста (1942).

## Біографія
Рудольф Карл Пітер Георг Конрад народився 7 березня 1891 року в місті Кульмбах у Королівстві Баварія.
Військова кар'єра
- 1 липня 1910 — фенріх
- 26 жовтня 1912 — лейтенант
- 14 січня 1916 — оберлейтенант
- 28 вересня 1921 — гауптман
- 1 лютого 1931 — майор
- 1 жовтня 1933 — оберстлейтенант
- 1 червня 1935 — оберст
- 1 квітня 1939 — генерал-майор
- 1 лютого 1941 — генерал-лейтенант
- 1 березня 1942 — генерал гірсько-піхотних військ

1 липня 1910 року поступив на військову службу до 1-го Баварського полку польової артилерії фенріхом. Отримав військову освіту у військовому училищі в Мюнхені, звідки випустився 26 жовтня 1912 лейтенантом. За час Першої світової війни на різних командних та штабних посадах в артилерійських частинах кайзерівської армії. Війну закінчив ад'ютантом 1-ї Баварської бригади польової артилерії. Відзначений нагородами німецьких держав.
Після підписання Версальського миру залишився в лавах нової армії Веймарської республіки Рейхсвері, служив у Баварському міністерстві військових справ. З 1919 до 1932 року на різних посадах в підрозділах та частинах артилерії й логістики. 1 квітня 1934 року призначений командиром піхотного батальйону 19-го піхотного полку, а з 15 жовтня 1935 командир 100-го гірсько-піхотного полку. 1 квітня 1938 став начальником оперативного управління XVIII-го армійського корпусу, в лютому 1940 призначений начальником штабу 2-ї польової армії.
1 листопада 1941 року генерал-лейтенант Конрад отримав посаду командира 7-ї гірсько-піхотної дивізії, на чолі якої брав участь у битвах на Східному фронті. 19 грудня 1941 року призначений командиром XXXXIX-го гірського корпусу, яким командував до травня 1944 року. Брав активну участь у битві на південному фланзі німецько-радянського фронту, бої за Ростов-на-Дону, Кубань, Кавказ. Пізніше бойові дії за Кримський півострів.
З травня 1944 року в резерві фюрера. В грудні 1944 — січні 1945 року у складі групи армій «Південь» командир оборонних рубежів лінії Марґаретен у Відні.
27 січня 1945 року призначений командиром LXVIII-ого армійського корпусу, з яким бився в Угорщині та Австрії, де капітулював 8 травня 1945 року.
Захоплений у полон, де утримувався до 1947 року.

## Нагороди
- Медаль принца-регента Луїтпольда з короною (3 березня 1911)
- Залізний хрест
  - 2-го класу (5 листопада 1914)
  - 1-го класу (11 червня 1916)
- Орден «За заслуги» (Баварія) 4-го класу
  - з мечами (15 січня 1915)
  - з військовою відзнакою і мечами (9 травня 1918)
- Нагрудний знак «За поранення» в чорному (1 серпня 1918)
- Нагрудний знак керівника гірських частин
- Почесний хрест ветерана війни з мечами
- Медаль «За вислугу років у Вермахті» 4-го, 3-го, 2-го і 1-го класу (25 років)
- Орден Заслуг (Угорщина), командорський хрест (29 січня 1937)
- Німецька імперська відзнака за фізичну підготовку в сріблі
- Медаль «У пам'ять 13 березня 1938 року»
- Медаль «У пам'ять 1 жовтня 1938» із застібкою «Празький град» (9 серпня 1939)
- Застібка до Залізного хреста
  - 2-го класу (18 вересня 1939)
  - 1-го класу (2 жовтня 1939)
- Відзначений у Вермахтберіхт (27 липня 1942)
- Лицарський хрест Залізного хреста (1 серпня 1942)
- Медаль «За зимову кампанію на Сході 1941/42» (25 серпня 1942)
- Орден Михая Хороброго 3-го класу (Румунія) (20 жовтня 1943)
- Німецький хрест в золоті (23 лютого 1944)